# Yolanda Hadid
Yolanda van den Herik, precedentemente coniugata Foster e Hadid (Papendrecht, 11 gennaio 1964) è un'imprenditrice, blogger, personaggio televisivo ed ex modella olandese naturalizzata statunitense, nota per aver partecipato per quattro stagioni al reality show The Real Housewives of Beverly Hills.

## Biografia
Yolanda van den Herik nasce a Papendrecht, in Olanda Meridionale All'età di sette anni, perde il padre in seguito ad un incidente stradale.
Lo stilista Frans Molenaar chiese a Yolanda di rimpiazzare una delle sue modelle per uno show durante la quale venne scoperta da Eileen Ford ed ebbe la possibilità di firmare un contratto con Ford Models. In seguito, Yolanda sfilò a Parigi, Milano, Sydney, Città del Capo, Tokyo, New York, Los Angeles e Amburgo. Continuò la sua carriera da modella per 15 anni, dopodiché decise di sistemarsi e avere una famiglia. Nel 1994, van den Herik si trasferì a Los Angeles dopo aver incontrato e sposato Mohamed Hadid. Il suo libro autobiografico Believe Me: My Battle with the Invisible Disability of Lyme Disease, è stato pubblicato nel 2017.

## Vita privata
Il primo matrimonio di Yolanda è stato con Mohamed Hadid (uno sviluppatore immobiliare) dal 1994 al 2000. La coppia ha tre figli, Jelena "Gigi" (nata il 23 aprile 1995), Isabella (Bella) (nata il 9 ottobre 1996), e Anwar (nato il 22 giugno 1999).
Yolanda sposa in seguito il musicista, compositore e produttore David Foster a Beverly Hills, il 1º novembre 2011, in seguito al fidanzamento avvenuto durante la vigilia di Natale del 2010. Il 1º dicembre 2015 la coppia annuncia la separazione per poi divorziare ufficialmente il 16 ottobre 2017.
Nel 2012 le viene diagnosticata la malattia di Lyme. Nel mese di dicembre 2012, comunica di aver deciso di procedere con l'impianto di un port-a-cath (successivamente rimosso durante l'aprile del 2013) per riuscire a tenere sotto controllo l'ormai cronica malattia di Lyme. A gennaio 2015 ha rivelato che, come conseguenza della malattia, ha perso l'abilità di leggere, scrivere e guardare la TV.